# Lei de Hubble
A Lei de Hubble, também conhecida como a lei Hubble-Lemaître, é um fenómeno que foi sugerido por Edwin Powell Hubble e pelo seu colega Milton L. Humason quando se dedicavam ao estudo das galáxias. Ao recolher e calcular distâncias, localizações e distribuições das galáxias no espaço, através da análise dos seus movimentos, notaram que existia uma relação entre as distâncias e as suas velocidades de afastamento. Muitos dos estudos quantitativos sobre a origem do Universo nasceram das ideias de Hubble aliadas às equações de Einstein. Esta descoberta levou mais tarde à dedução do Big-Bang, que provavelmente marca o início do atual universo. A lei é freqüentemente expressa pela equação v = H0D, com H0 a constante de proporcionalidade - constante de Hubble - entre a "distância apropriada" D para uma galáxia, que pode mudar com o tempo, diferente da distância comovedora, e sua velocidade v, ou seja a derivada da distância apropriada em relação à coordenada do tempo cosmológico. O recíproco de H0 é o tempo de Hubble.

## História
Hubble dedicou muitos anos ao estudo das galáxias, que na altura se julgava serem nebulosas da Via Láctea. Beneficiando do facto de poder utilizar o então maior telescópio do mundo, o telescópio Hooker, e também da teoria de Sitter, proposta por Weyl e Silberstein, Hubble verificou, em 1929, que quase todas as nebulosas tinham um desvio para o vermelho e que as suas velocidades radiais eram proporcionais à sua distância. Georges Lemaître também chegou a esta conclusão em 1927, através dos resultados de Slipher sobre as galáxias espirais. Como naquela época o modelo cosmológico envolvia um universo estático, estas observações foram contra a previsão teórica.

## Efeito Doppler
Quando uma fonte luminosa se afasta de um corpo (observador), o comprimento de onda da fonte, visto pelo observador, aumenta (desvio para o vermelho ou “redshift”) e diminui quando a fonte se aproxima (desvio para o azul ou “blueshift”). O Efeito de Doppler relativista é definido matematicamente por:
{\displaystyle \lambda _{observado}=\lambda _{fonte}{\sqrt {\frac {1+{v \over c}}{1-{v \over c}}}}\ }
Onde:
- {\displaystyle v} é a velocidade do corpo;
- {\displaystyle c} a velocidade da luz no vácuo;
- {\displaystyle \lambda _{fonte}} é o comprimento de onda emitido;
- {\displaystyle \lambda _{observado}} é o comprimento de onda observado.

## Parâmetro de Hubble
Hubble não só verificou que a maioria das galáxias tinha um desvio para o vermelho, mas também que este desvio era tanto maior quanto maior a distância entre as galáxias. Chegou mesmo a construir um gráfico com os resultados de 46 galáxias, mostrando uma relação linear entre distância e desvio para o vermelho. No entanto, as incertezas eram muito grandes, pelo que os resultados não foram considerados conclusivos no imediato.
Daqui, surgiu então aquela que é hoje conhecida como a Lei de Hubble:
{\displaystyle v=H_{0}\ d}
Onde:
- {\displaystyle v} é a velocidade em {\displaystyle km\ s^{-1}};
- {\displaystyle d} é a distância em Megaparsecs ({\displaystyle Mpc});
- {\displaystyle H_{0}} tem o nome de parâmetro de Hubble e vem em unidades de {\displaystyle km\ s^{-1}Mpc^{-1}}.
O primeiro valor que Hubble estimou para este parâmetro, considerado inicialmente uma constante, foi 500 km s-1 Mpc-1. Este valor tinha uma grande incerteza associada, e foi-se alterando à medida que novos dados iam sendo utilizados. Ainda hoje o seu valor não reúne consenso, por se alterar na ordem das unidades cada vez que se obtêm novos dados, mas pensa-se que esteja próximo de 67,15 km s-1 Mpc-1. Note-se que a velocidade considerada nesta equação é a velocidade radial das galáxias, e não a sua velocidade total.

### Como determinar v
Hubble baseou os seus resultados no desvio para o vermelho (redshift). A velocidade radial pode ser obtida a partir do redshift, através da equação prevista pela Relatividade Restrita:
{\displaystyle {v \over c}={(z+1)^{2}-1 \over (z+1)^{2}+1}}
Onde:
- {\displaystyle v} é a velocidade radial;
- {\displaystyle c} a velocidade da luz no vácuo;
- {\displaystyle z} é o “redshift”, calculado a partir de:
{\displaystyle z={\lambda _{0}+\lambda _{e} \over \lambda _{e}}={\lambda _{0} \over \lambda _{e}}+1}
Onde:
- {\displaystyle \lambda _{0}} é o comprimento de onda observado (de uma onda electromagnética);
- {\displaystyle \lambda _{e}} é o comprimento de onda emitido.

### Valores do parâmetro de Hubble ao longo dos anos
| Valor (km s-1 Mpc-1) | Data                   | Determinado por/Missão:                                         |
| -------------------- | ---------------------- | --------------------------------------------------------------- |
| 75                   | 1958                   | Allan Sandage                                                   |
| 50 - 90              | 1996                   |                                                                 |
| 72 ± 8               | 2001-2005              | Telescópio Hubble                                               |
| 70,4 ± 1,6           | 2007                   | WMAP                                                            |
| 70,4 ± 1,4           | 2010                   | WMAP                                                            |
| 69,32 ± 0,80         | 20 de Dezembro de 2012 | WMAP                                                            |
| 67,15 ± 1,20         | 21 de Março de 2013    | Planck                                                          |
| 68+4.2 −4.1          | 28 de Março de 2019    | Adam Riess                                                      |
| 74                   | 25 de abril de 2019    | SH0ES                                                           |
| 73                   | 8 de janeiro de 2020   | COSMOGRAIL - Monitoramento cosmológico de lentes gravitacionais |

### Motivos para a dedução errada de Hubble
Após a acumulação de vários dados, através dos diferentes estudos já referidos, concluímos que o valor do parâmetro de Hubble é muito menor do que o valor indicado pelo próprio Hubble em 1926. Na verdade, existiam diversos factores associados às observações de Hubble que ajudam a explicar esta diferença: Hubble estudou as galáxias a menos de 2 Mpc, onde está também o Grupo Local. Como estas galáxias, a uma escala cosmológica, ainda estão próximas, existem efeitos gravíticos não desprezáveis que afectam os seus movimentos, sendo necessário ter em conta o termo de velocidade peculiar das galáxias. 
Outro factor foi Hubble ter imposto um limite do número de estrelas azuis nas galáxias mais distantes (regiões HII), o que depois resultou em erros nas respectivas distâncias, fazendo com que as distâncias às galáxias usadas por Hubble fossem mais pequenas do que as verdadeiras, o que depois, com a velocidade radial associada, fez com que o parâmetro tivesse um valor muito maior do que o actual. Este erro até foi referido no tempo de Hubble, dado que o valor 500 km s-1Mpc-1 atribuía ao universo uma idade de cerca de 2 mil milhões de anos, quando já se sabia que a Terra existia há mais tempo do que isso.
Ainda outro factor que também alterou os resultados foi o facto da luz, que viaja entre a estrela e o observador, passa por nuvens de gás e poeiras e também pela nossa atmosfera, conferindo um tom mais avermelhado ao brilho das estrelas. Este problema, conhecido como extinção interestelar, foi apenas resolvido nas décadas de 30-40.
Por fim, em alguns casos, aquilo que Hubble pensava ser apenas uma estrela, era na verdade um aglomerado, não tendo luminosidade constante, o que também acabou por alterar os resultados.